# Sex Machine
Pour titre de James Brown, voir Get Up (I Feel Like Being a) Sex Machine.
Sex Machine est une émission de télévision musicale française, issue de l'émission Les Enfants du Rock. Diffusée en  deuxième partie de soirée un samedi par mois, entre 1983 et 1986 sur Antenne 2, l'émission Sex Machine est présentée par Jean-Pierre Dionnet et Philippe Manœuvre. La chanson Get Up (I Feel Like Being a) Sex Machine de James Brown sert de générique à l'émission.

## Prix
- 1984 : Prix de la meilleure émission pour l'enfance, catégorie 12-16 ans, un prix créé sous le patronage de la Haute Autorité de la communication audiovisuelle.
- 1985 : Sept d'or de la meilleure émission de variétés avec Les Enfants du Rock.